# Japanse kampioenschappen schaatsen afstanden 2019
De Japanse kampioenschappen afstanden 2019 werden van 26 tot en met 28 oktober 2018 gehouden op de overdekte schaatsbaan M-Wave in Nagano. 
Bij deze JK afstanden (m/v) waren naast de nationale titels en medailles op de afstanden ook startbewijzen te verdienen voor de eerste serie wereldbekerwedstrijden van het seizoen 2018/19.

## Tijdschema
| Programma                |                                                                       | |
| Datum                    | Aanvang                                                               | Onderdeel |
| vrijdag 26 oktober 2018  | 12:00 uur 12:20 uur 13:35 uur 14:00 uur 14:50 uur 16:30 uur           | 500 meter mannen (B-divisie) 5000 meter mannen (B-divisie) 500 meter vrouwen 500 meter mannen 3000 meter vrouwen 5000 meter mannen                 |
| zaterdag 27 oktober 2018 | 10:30 uur 10:40 uur 11:10 uur 12:40 uur 13:30 uur 14:30 uur 14:45 uur | 1000 vrouwen (B-divisie) 1000 meter mannen (B-divisie) 3000 meter mannen 1000 meter vrouwen 1000 meter mannen Massastart vrouwen Massastart mannen |
| zondag 28 oktober 2018   | 10:00 uur 10:30 uur 11:30 uur 13:00 uur 13:50 uur                     | 1500 meter mannen (B-divisie) 1500 meter vrouwen 1500 meter mannen 5000 meter vrouwen 10.000 meter mannen                                          |

## Medailles

### Mannen
| Onderdeel          | Goud             | Goud     | Zilver           | Zilver   | Brons              | Brons    |
| ------------------ | ---------------- | -------- | ---------------- | -------- | ------------------ | -------- |
| 500 m Details      | Tatsuya Shinhama | 34,64    | Yuma Murakami    | 34,68    | Masaya Yamada      | 34,72    |
| 1000 m Details     | Masaya Yamada    | 1.08,62  | Tatsuya Shinhama | 1.09,16  | Takuro Oda         | 1.09,19  |
| 1500 m Details     | Seitaro Ichinohe | 1.46,00  | Takuro Oda       | 1.46,15  | Masaya Yamada      | 1.46,24  |
| 5000 m Details     | Seitaro Ichinohe | 6.24,67  | Ryosuke Tsuchiya | 6.27,36  | Masahito Ohbayashi | 6.28,99  |
| 10.000 m Details   | Ryosuke Tsuchiya | 13,18,16 | Takahiro Ito     | 13,31,22 | Masahito Obayashi  | 13,33,58 |
| Massastart Details | Seitaro Ichinohe | 8.47,84  | Ryosuke Tsuchiya | 8.48,52  | Masahito Obayashi  | 8.52,52  |

### Vrouwen
| Onderdeel          | Goud        | Goud     | Zilver            | Zilver   | Brons        | Brons    |
| ------------------ | ----------- | -------- | ----------------- | -------- | ------------ | -------- |
| 500 m Details      | Nao Kodaira | 37,30    | Miho Takagi       | 37,98    | Maki Tsuji   | 38,34    |
| 1000 m Details     | Miho Takagi | 1.14,87  | Nao Kodaira       | 1.15,09  | Ayano Sato   | 1.16,58  |
| 1500 m Details     | Miho Takagi | 1.56,17  | Nani Takagi       | 1,58,15  | Ayano Sato   | 1,58,30  |
| 3000 m Details     | Miho Takagi | 4.06,53  | Ayano Sato        | 4.08,64  | Nene Sakai   | 4.10,08  |
| 5000 m Details     | Nene Sakai  | 7.16,84  | Rin Kosaka        | 7.25,75  | Mai Yamada   | 7.26,23  |
| Massastart Details | Nene Sakai  | 12.30,20 | Tsukushi Takigami | 12.30,49 | Kitahara Moe | 12.30,52 |

## Selectiecriteria
De startplaatsen voor het wereldbekerseizoen 2018/19 worden bepaald op basis van de uitslagen per afstand. Naargelang het aantal startplekken per afstand, worden de startplaatsen ingevuld. 

### Startplekken per afstand (wereldbeker)
Op basis van de resultaten uit de wereldbeker van 2017/2018 heeft Japan de onderstaande deelnamequota verdiend. Per afstand mogen maximaal 5 schaatsers deelnemen. Het organiserende land van een wereldbeker mag het maximale aantal van 5 deelnemers inschrijven. Voor Japan geldt dit voor wereldbeker 1 en 2.
| Startplekken per afstand      | Startplekken per afstand | Startplekken per afstand | Startplekken per afstand | Startplekken per afstand | Startplekken per afstand |
|                               | 500m                     | 1000m                    | 1500m                    | 3/5km                    | 5/10km                   |
| ----------------------------- | ------------------------ | ------------------------ | ------------------------ | ------------------------ | ------------------------ |
| Wereldbeker 1 en 2 (in Japan) |                          |                          |                          |                          |                          |
| Mannen                        | 5                        | 5                        | 5                        | 5                        | n.v.t.                   |
| Vrouwen                       | 5                        | 5                        | 5                        | 5                        | n.v.t.                   |
| Wereldbeker 3 t/m 5           |                          |                          |                          |                          |                          |
| Mannen                        | 4                        | 3                        | 4                        | 3                        | 3                        |
| Vrouwen                       | 5                        | 5                        | 4                        | 5                        | 5                        |

## Deelnemers
| Afstand                         | Maximum    | Maximum    | Deelnemers | Deelnemers | Deelnemers   | Deelnemers  |
| Afstand                         | Maximum    | Maximum    | Mannen     | Mannen     | Vrouwen      | Vrouwen     |
| Afstand                         | Divisie A  | Divisie B  | Divisie A  | Divisie B  | Divisie A    | Divisie B   |
| ------------------------------- | ---------- | ---------- | ---------- | ---------- | ------------ | ----------- |
| 500 meter                       | 24 rijders | 25 rijders | 24 rijders | 3 rijders  | 21 rijdsters | -           |
| 1000 meter                      | 24 rijders | 25 rijders | 24 rijders | 9 rijders  | 24 rijdsters | 5 rijdsters |
| 1500 meter                      | 24 rijders | 25 rijders | 24 rijders | 8 rijders  | 22 rijdsters | -           |
| 3000 meter (v) 5000 meter (m)   | 20 rijders | 21 rijders | 20 rijders | 3 rijders  | 19 rijdsters | -           |
| 5000 meter (v) 10.000 meter (m) | 12 rijders | -          | 9 rijders  | -          | 7 rijdsters  | -           |